# Кокле (инструмент)
Ко́кле (латыш. kokle ('kʊ͡ɔk.le); латг. kūkle, лив. kāndla), историческое название ко́клес (kokles, kūkles) — традиционный латышский народный струнный щипковый музыкальный инструмент, включённый в Культурный канон Латвии. Имеет сходство с литовским канклесом, эстонским каннелем, карело-финским кантеле и русскими крыловидними гуслями.

## История
Латышское слово kokle восходит к индоевропейскому корню keh₂n- («петь», «звучать»), родственно латинскому cantus («пение») и, по мнению Витторе Пизани, русскому «колокол».
Археологические находки, свидетельствующие о существовании подобного музыкального инструмента у балтийских племен на территории современной Латвии, были обнаружены в Терветском городище и относятся к XIII веку. Впервые кокле было упомянуто в документах рижской иезуитской коллегии в 1613 году. Наиболее старый сохранившийся инструмент, пятиструнный курземского типа, хранится в Национальном музее истории Латвии, датирован 1710 годом и был найден в районе Лиепаи. В Латгалии к XIV веку под влиянием новгородских и псковских крыловидных гуслей возник более современный тип кокле, отличающийся от курземского бо́льшими размерами, наличием крыла и манерой исполнения.
К середине XIX века кокле на большей части латвийской территории было вытеснено цитрой. Традиции игры на инструменте сохранялись в отдельных районах Курземе (прежде всего в Алсунге) и Латгалии (район Лудзы, Вилян и Резекне). Первая мелодия для кокле была записана нотами в 1891 году, первые звукозаписи и киносъемка игры относятся к 1930-м годам.
После обретения Латвией независимости энтузиастами предпринимались отдельные попытки возрождения инструмента. В 1947 году композитором и дирижёром С. М. Краснопёровым при Латвийской государственной филармонии был организован первый оркестр латышских национальных инструментов и ансамбль латышского танца и песни Sakta. В целях создания инструмента, подходящего для концертной деятельности, Краснопёров предпринял ряд поездок по стране и, после консультаций с известным фольклористом Эмилем Мелнгайлисом, при участии Артурса Кирписа разработал модернизированный вариант кокле, взяв за основу курземское кокле мастера Петериса Коратса. Кроме создания оркестровых моделей, С. М. Краснопёров написал первую «Школу игры на кокле», сборник упражнений и ряд музыкальных произведений. С его именем связано появление кокле в программе средних и высших музыкальных учебных заведений республики.
В послевоенный период в Латвии и за рубежом возникли ансамбли коклеистов, в частности, ансамбль Spārīte, инструментальные выступления вошли в программу национальных праздников песни и танца. В настоящее время инструмент приобрел статус национального символа, в латвийской музыке широко используются как модернизированные народные, так и академические варианты кокле.

## Конструкция
Кокле имеет полый трапециевидный корпус с тонкой деревянной декой. Деревянные колки устанавливаются на узкий металлический стержень, к которому крепятся струны. Струны этого инструмента могут быть изготовлены из тонких кишок животных, растительных волокон, а также металлическими — из стали или латуни. Традиционно в инструменте было 6-9 струн, позже их количество стало больше десяти. У нижней струны обычно роль бурдона — она звучит всё время. У современных кокле число струн достигает двадцати.
Звучание кокле зависит от породы дерева, из которого сделан инструмент: для непрофессиональных инструментов используется липа или берёза, для академического концертного — только клён.

## Техника игры
Музыкант обычно играет на инструменте сидя, перебирая нужные струны правой рукой, приглушая ненужные — левой. При игре кокле кладут на стол, реже — на колени, во время движения подвешивают на шею.

## Разновидности
Различают несколько вариантов этого музыкального инструмента:
- Курземский кокле (латыш. Kurzemes kokle) — без крыла, обычно украшен орнаментом и резьбой.
- Латгальский кокле (латыш. Latgales kokle) — имеет крыло, усиливающее звучание инструмента и служащее подставкой для руки; он менее украшенный и более тяжёлый.
- Цитровидный кокле (латыш. cītarkokle) — более поздний инструмент, возникший под влиянием западноевропейских цитр, с большим корпусом, металлическими колками и бо́льшим количеством струн.
- Семейство оркестровых кокле системы С. М. Краснопёрова в регистрах сопрано, альт, тенор, бас[3].
- Концертный кокле (латыш. koncertkokle) — с более широким диапазоном нот, на некоторых имеется устройство для изменения высоты тона струны.
- Хроматический кокле — используется в национальных оркестрах и ансамблях[11].

## В культуре
В знак важности кокле как национального музыкального символа в 1991 году была выпущена почтовая марка СССР с изображением инструмента.
В 2014 году была выпущена латвийская почтовая марка, а в 2013 году — памятная монета в 1 лат с изображением кокле.